# Gwiazdozbiór Rylca
Rylec (łac. Caelum, dop. Caeli, skrót Cae) – mały, 81. co do wielkości gwiazdozbiór nieba południowego oznaczony w 1751 roku przez francuskiego astronoma, kartografa i duchownego, badacza nieba południowego Nicolasa-Louisa de Lacaille’a pierwotnie pod łacińską nazwą Caelum Scalptorium. Liczba gwiazd widocznych nieuzbrojonym okiem: około 10. W Polsce widoczny częściowo zimą.

## Pochodzenie nazwy
Gwiazdy małego fragmentu nieba, wciśniętego między Gołębicę i Erydan, musiały czekać do czasu, aż Nicolas-Louis de Lacaille wymyśli figurę, w którą można je dopasować. Stało się to w czasie wizyty astronoma w obserwatorium na Przylądku Dobrej Nadziei pomiędzy rokiem 1751 a 1752. Początkowo nazwał tę figurę Les Burns i narysował jako parę narzędzi do rytowania połączonych wstążką. Gwiazdy te były co prawda znane starożytnym astronomom w Europie i na Bliskim Wschodzie, ale nie ma związanych z nimi legend czy mitów.

Kilka lat później Lacaille zlatynizował nazwę; dzisiaj Caelum Sculptorium skraca się zazwyczaj do Caelum, co oznacza ‘rylec’, typ dłuta używany do rzeźbienia w metalu. Od tego czasu gwiazdy i kształt gwiazdozbioru nie uległy znaczącym zmianom.

## Gwiazdy
Ciemne i rozproszone gwiazdy konstelacji nie ułatwiają znalezienia figury, która miałyby przedstawiać. Jest wśród nich zaledwie jedna gwiazda czwartej wielkości i kilka piątej wielkości. Beta (β) i Alfa (α) Caeli tworzą trzon gwiezdnego rylca, wskazującego na południe, na gwiazdozbiory Złotej Ryby i Sieci.
- Alfa (α) Rylca znajduje się na ciemniejszym krańcu czwartej wielkości. Znajduje się w odległości 66 lat świetlnych od Słońca, dość podobna do Słońca. Jest to gwiazda typu F, około pięć razy jaśniejsza i półtora razy masywniejsza niż nasza gwiazda.Ma małego towarzysza, czerwonego karła klasy M o masie około 30% masy Słońca, ale zaledwie jedną setną jego jasności[1].
- Gamma (γ) Caeli to gwiazda podwójna składająca się z pomarańczowego olbrzyma o jasności 4,6m i jego towarzysza ósmej wielkości. Jest to ciasny układ do którego rozdzielania potrzeba teleskopu.

## Interesujące obiekty
Rylec, podobnie jak niektóre z sąsiednich gwiazdozbiorów jak Malarz czy Zegar, to niebieska pustynia. Leży daleko od Drogi Mlecznej; nie ma w nim żadnych mgławic czy gromad, zaledwie kilka bladych galaktyk. Najlepsze z nich jest trio galaktyczne: NGC 1595, NGC 1598 i ESO 202-23, znajdujące się południowym krańcu konstelacji.